# Emerson Spencer
Emerson Lane „Bud” Spencer (ur. 14 października 1906 w San Francisco, zm. 15 maja 1985 w Palo Alto) – amerykański lekkoatleta (sprinter), mistrz olimpijski z 1928.
Specjalizował się w biegu na 400 metrów. 12 maja 1928 w Palo Alto ustanowił rekord świata na tym dystansie czasem 47,0. Jednak na mistrzostwach Stanów Zjednoczonych (AAU) w tym roku, które były również eliminacjami przedolimpijskimi, zajął dopiero 5. miejsce i zakwalifikował się jedynie do występu w sztafecie 4 × 400 metrów.
Na igrzyskach olimpijskich w 1928 w Amsterdamie amerykańska sztafeta 4 × 400 metrów w składzie: George Baird, Spencer, Fred Alderman i Ray Barbuti zdobyła złoty medal i ustanowiła w finale rekord świata wynikiem 3:14,2.
Sześć dni później, 11 sierpnia 1928 w Londynie sztafeta amerykańska w składzie: Baird, Morgan Taylor, Barbuti i Spencer ustanowiła czasem 3:13,4 rekord świata na dystansie 4 × 440 jardów, który był również rekordem w sztafecie 4 × 400 metrów.
Spencer był akademickim mistrzem USA (NCAA) w biegu na 440 jardów w 1928.
Studiował na Uniwersytecie Stanforda. Przez wiele lat był dziennikarzrzem sportowym w gazecie San Francisco News.